# Giuseppe Recagno
Giuseppe Recagno (Varazze, 2 luglio 1937 – Varazze, 12 luglio 2019) è stato un calciatore e allenatore di calcio italiano, di ruolo mezzala.

## Carriera
Giuseppe Recagno per gli amici "Beppe" nasce a Varazze nel 1937. A 13 anni esordisce nella squadra locale (che giocava nel campionato di Promozione) alterando l'età sul cartellino in quanto occorreva aver compiuto i 14 anni. La sua grinta e le sue innate capacità calcistiche furono adocchiate da un talent scout della società che lo portò nelle giovanili blucerchiate.   
Cresciuto nelle giovanili della Sampdoria, esordisce in prima squadra con i blucerchiati nella stagione 1956-1957, quando disputa 2 partite in massima serie. Nella stagione successiva le presenze salgono a 20, con 5 reti all'attivo, fra cui quelle decisive per i successi su Milan e Juventus, così come nell'annata 1958-1959 (su 19 presenze).
Nelle due stagioni successive, chiuso da Lennart Skoglund, scende in campo più raramente (14 presenze in due campionati), riuscendo a realizzare ancora 4 reti.
Nell'estate 1961 si trasferisce al Brescia in Serie B, dove disputa due stagioni da titolare andando a segno in 10 occasioni. Passa quindi alla Pro Patria, sempre fra i cadetti, dove resta fino al 1966, anno della retrocessione dei tigrotti in Serie C, per poi tornare in Liguria e chiudere la carriera nelle file di Rapallo e Varazze.
In carriera ha totalizzato complessivamente 55 presenze e 14 reti in Serie A e 125 presenze e 13 reti in Serie B.

## Palmarès

### Giocatore

#### Competizioni giovanili
- Torneo di Viareggio: 1

Sampdoria: 1958

#### Competizioni regionali
- Prima Categoria: 1

Varazze: 1967-1968